# Icerya minima
Icerya minima är en insektsart som beskrevs av Morrison 1919. Icerya minima ingår i släktet Icerya och familjen pärlsköldlöss. Inga underarter finns listade i Catalogue of Life.